# 中田浩光
中田 浩光（なかだ・ひろみつ　1974年10月25日-）は、埼玉県出身のTCP所属のフリースポーツアナウンサー。

## 人物
アナウンサーとしてデビューしたのは30歳の時。

自らの趣味・実益である野球の取材を中心に活動する。2013年までは埼玉西武ライオンズの試合に携わっていたが、翌年からは東北楽天ゴールデンイーグルスに移る。

## 出演番組
- スカイ・Aスタジアム（スカイ・エー）東北楽天ゴールデンイーグルス主催試合実況（2008年）
- 日テレプラス プロ野球中継 楽天イーグルス HEAT UP!! LIVE（日テレプラス）東北楽天ゴールデンイーグルス主催試合実況・リポーター（2014年）
- J SPORTS STADIUM（J SPORTS）・埼玉西武ライオンズ主催試合オフィシャルリポーター（-2011年まで）、東北楽天ゴールデンイーグルス主催試合実況（2015年-）
- プロ野球中継 出しきれ!ライオンズ→骨太!!ライオンズイズム→全力!ライオンズ（朝日ニュースター→テレ朝チャンネル2）・埼玉西武ライオンズ主催試合実況・オフィシャルリポーター（2012年-2013年）

（以上は断然 パ・リーグ主義!!<日本BS放送　2011年廃止>、およびBS12プロ野球中継<ワールド・ハイビジョン・チャンネル>でも同じ内容、または実況のみを差し替えたものでも担当している）
- SAMURAI BASEBALL（TBSチャンネル2）横浜DeNAベイスターズ主催試合リポーター
- 都市対抗野球大会（GAORA→J SPORTS）/東京ケーブルネットワーク）実況
- 都市対抗野球大会ダイジェスト（5いっしょ3ちゃんねる共同制作）MC（2014年 - ）[1]
- EAGLES BASEBALL GAMESHOW（Rakuten.FM TOHOKU）実況
- ニコニコプロ野球チャンネル（ニコニコ生放送）横浜DeNAベイスターズ主催試合実況
- Jリーグ中継（J SPORTS）インタビュアー
- オートレース・高校野球実況
- ケーブルテレビ局のドキュメント・ルポルタージュナレーター
- PGAツアー（U-NEXT）実況